# Rtv media group
Die rtv media group ist ein deutsches Medien- und Dienstleistungsunternehmen mit Firmensitz in Nürnberg. Es wurde 2009 gegründet. Zum 31. Dezember 2023 wurde der Geschäftsbetrieb eingestellt.
Die rtv media group publizierte das Fernsehmagazin „rtv“, das Landmagazin „Land & Leute“ sowie zahlreiche weitere Print- und Digitalprodukte. Die Leistungen der rtv media group umfassten die strategische Entwicklung, die redaktionelle Erstellung und die Vermarktung von Medienlösungen. Das Unternehmen war in der Bertelsmann Printing Group angesiedelt, einem Unternehmensbereich des internationalen Medien-, Dienstleistungs- und Bildungskonzerns Bertelsmann.

## Geschichte
1961 rief Hannsheinz Porst die Radio- und Fernsehzeitschrift „rtw“ (Radio-Television-Wochenbeilage) ins Leben. Als Vorbild dienten ähnliche Publikationen aus den Vereinigten Staaten. Porst gewann einflussreiche Verleger für seine Idee, die Zeitschrift zusammen mit Tageszeitungen kostenlos an die Leser auszuliefern. Im selben Jahr gründeten die herausgebenden Verlage der „rtw“ die Verlegerinteressengemeinschaft, kurz VIG. Die „rtw“ erzielte von Beginn an eine hohe Reichweite, die erste Auflage betrug bereits 100.000 Exemplare. 1965 wurde die „rtw“ in „rtv“ umbenannt, um den Bezug zu den beiden Medien Radio und Fernsehen (Television) deutlicher herauszustellen. Aufgrund des anhaltenden Erfolgs gründete Porst 1968 den Deutschen Supplement Verlag, der fortan die Vermarktung der Zeitschrift übernahm. 1981 wurde der Deutsche Supplement Verlag Teil des Bertelsmann-Konzerns.
Nach der deutschen Wiedervereinigung erschien „rtv“ 1990 erstmals auch in den neuen Bundesländern. 1992 erreichte der Deutsche Supplement Verlag in West und Ost zusammen erstmals mehr als zehn Millionen Leser. Ab Mitte der 1990er Jahre hatten „rtv“ und vergleichbare Zeitschriften mit einem stagnierenden Interesse zu kämpfen. Um diesem Trend entgegenzuwirken, investierte der Deutsche Supplement Verlag in eine modernere Optik der Zeitschrift. Zusätzlich ging 1996 die Webpräsenz der „rtv“ unter www.rtv.de ans Netz.
Außerdem wurde das Dienstleistungsspektrum des Unternehmens ausgebaut: Zum Beispiel übernahm der Deutsche Supplement Verlag die Produktion von Programmseiten von Zeitungen. 2000 gründete man die auf solche Angebote spezialisierte Tochtergesellschaft TV Information Services. Zu ihren Kunden gehörten etwa die Verlagsgruppe Milchstraße („TV Spielfilm“) und Spiegel Online. 2009 fusionierte der Deutsche Supplement Verlag mit TV Information Services zur rtv media group. Die Reichweite der „rtv“ betrug zu diesem Zeitpunkt 13 Millionen Leser. Die Zeitschrift lag 200 Zeitungen bei.
In den vergangenen Jahren erweiterte die rtv media group ihr Produktportfolio, beispielsweise um das Supplement „Land & Leute“ und die Kioskzeitschrift „Land & Leute Edition“. Zudem baute das Unternehmen seine Online-Angebote signifikant aus, nicht zuletzt durch die Übernahme von „tvtv.de“ im Jahr 2013. Bis 2015 gehörte die rtv media group zu Arvato, der Dienstleistungssparte von Bertelsmann. Zum 1. Januar 2016 wurde das Unternehmen Teil der neu gegründeten Bertelsmann Printing Group.
2017 erreichte „Land & Leute“ als zweite Publikation des Unternehmens eine Auflage von mehr als einer Million verkaufter Exemplare. Im selben Jahr wurden im Rahmen eines Relaunches Logo und Layout von „rtv“ modernisiert. Außerdem gewann das Unternehmen im November 2017 mit der Zeitschrift „Stern“ einen wichtigen neuen Kunden, der seine Programmbeilage, das Stern-TV-Magazin, von der rtv media group produzieren und vermarkten lässt.
Am 5. April 2023 wurde bekannt, dass die rtv media group GmbH den Geschäftsbetrieb zum 31. Dezember 2023 einstellt.

## Portfolio
Zu den gedruckten Publikationen des Unternehmens zählten neben den Supplements „rtv“, „tvtv“ und „Land & Leute“ auch das Kioskmagazin „Land & Leute Edition“. „rtv“ und „Land & Leute“ wurden auch als ePaper angeboten. Digitale Marken der rtv media group waren „rtv.de“ und „tvtv.de“ sowie die jeweiligen Apps für beide Plattformen, das Gesundheitsportal „gesund-vital.de“ und das Leserpanel „rtv Experten“.
Neben der Herausgabe diverser Print- und Digitalprodukte umfasste das Leistungsportfolio der rtv media group die Vermarktung von Werbeplätzen sowie die Erstellung von Programmübersichten und redaktionellen Inhalten.